# Antinoria agrostidea
Antinoria agrostidea especie de planta herbácea, helófita, de la familia de las poáceas.

## Descripción
Gramínea de hasta 40 cm. Lámina de las hojas plana de hasta 10 cm x 2–3(4) mm, plana; lígula hasta 4 mm, membranácea, aguda, lacerada. Panícula hasta 10 cm. Espiguillas con 2 flores; pedúnculos de 1–3 veces el tamaño de las espiguillas.

## Distribución
Argelia, España, Francia, Marruecos, Portugal, Túnez

## Ecología
Al borde de charcas, terrenos helófitos. acompañada de hidrófitos de tamaño mediano como Juncus heterophyllus, Scirpus fluitans y Eleocharis acicularis, incluso en zonas de inundaciones prolongadas y acompañada por Baldellia ranunculoides, Eleocharis palustris,Ranunculus batrachioides 
1. ↑  WARMING. Calificativo ecológico aplicado a las plantas que arraigan en suelos anegados o encharcados

## Taxonomía
Antinoria agrostidea (DC.) Parl., Fl. Palerm. 1: 95 (1845).

## Sinonimia
- Agrostis gallecica Steud.
- Aira agrostidea (DC.) Guss.
- Airopsis agrostidea (DC.) DC.
- Airopsis agrostidea var. caespitosa N.H.F.Desp., 1838
- Airopsis agrostidea var. vivipara N.H.F.Desp., 1838
- Airopsis agrostis Delastre, 1842
- Airopsis candolei Desv.
- Deschampsia agrostidea (DC.) Raspail
- Poa agrostidea DC.